# Eurya platyptera
Eurya platyptera är en tvåhjärtbladig växtart som beskrevs av W.R. Barker. Eurya platyptera ingår i släktet Eurya och familjen Pentaphylacaceae. Inga underarter finns listade i Catalogue of Life.